# Рейдемейстер, Курт Вернер Фридрих
Курт Вернер Фридрих Рейдемейстер (Райдемайстер) (нем. Kurt Werner Friedrich Reidemeister; 13 октября 1893, Брауншвейг — 8 июля 1971, Гёттинген) — немецкий математик.
Он получил докторскую степень в 1921 за диссертацию по алгебраической теории чисел в Гамбургском университете под руководством Эриха Гекке. В 1923 он был назначен доцентом в университет Вены. Там он приобрёл известность благодаря работам с Гансом Ханом и Вильгельмом Виртингером. В 1925 он стал профессором Университета Кёнигсберга, где он пребывал до 1933, когда ему пришлось уехать из-за противостояния нацистам.
Научные интересы Рейдемейстера в основном касались комбинаторной теории групп, комбинаторной топологии, геометрической теории групп и основ геометрии. Среди его книг Knoten und Gruppen (1926), Einführung in die kombinatorische Topologie (1932) и Knotentheorie (1932).
Его сестра, педагог Мари Рейдемейстер (1898—1986), в 1940 году вышла замуж за философа Отто Нейрата.